# Tom Curley
Pour les articles homonymes, voir Curley (homonymie).
Tom Curley, journaliste et patron de presse américain a, après avoir dirigé pendant douze ans le premier quotidien américain, USA Today, été directeur général d’Associated Press du 1er juin 2003 jusqu'à sa retraite fin 2012.

## Biographie
Né en 1949 à Easton, en Pennsylvanie, Tom Curley a un diplôme en sciences politiques de l'Université La Salle à Philadelphie et un Master of Business Administration du Rochester Institute of Technology.
Après avoir couvert le championnat de basketball lorsqu’il était étudiant, il a été embauché en 1972 par Allen Neuharth et son groupe de médias Gannett Corporation comme reporter local pour le quotidien de Rochester, le Times-Union. Il est promu directeur de l’information de Gannett Corporation en 1976 et chargé en 1979 des études pour tenter de créer un quotidien d’envergure nationale. Le groupe lui confie la direction du “Norwich Bulletin” en 1982 et du “Courier-News” en 1983.
Tom Curley a été ensuite président du quotidien américain USA Today de 1991 à 2003 après avoir été dès 1986 son directeur général. Le quotidien national américain a été fondé en 1982 par Allen Neuharth et publié par Gannett Corporation, qui possède une centaine de quotidiens. Il quitte ce poste en 2003 pour prendre la direction de l’Associated Press.
En novembre 2008, il annonce qu’Associated Press veut réduire ses effectifs de 10 % en 2009, principalement par le biais de départs à la retraite non remplacés. L’AP avait dû décider le mois précédent de surseoir à une augmentation de tarifs, face aux protestations de certains journaux, aux prises avec une chute de leurs revenus publicitaires. Le groupe Tribune, propriétaire notamment du Los Angeles Times et du Chicago Tribune, avait annoncé qu'il entendait résilier son abonnement à l'agence dans deux ans.
Il s’est montré ferme sur les principes journalistiques lors des conflits militaires. Le 3 septembre 2009, AP a diffusé une photo montrant un marine mortellement blessé au combat, choisissant ainsi, après une période de réflexion, de rendre publique une image qui traduit l’âpreté de la guerre. Le ministre de la Défense Robert Gates l'a appelé pour demander que l’agence respecte les vœux du père du soldat, Joshua Bernard, de ne pas diffuser la photo et l’article l’accompagnant, mais Tom Curley a indiqué qu’il soutiendrait la décision de sa rédaction en chef de les publier.